# Lucie Guimier
Lucie Guimier est une géographe française spécialisée en géopolitique de la santé publique. Ses travaux, dans la lignée de sa thèse, sont notamment consacrés aux enjeux liés à la vaccination, et notamment au phénomène des mouvements anti-vaccins.

## Biographie
Après un diplôme de master en géopolitique obtenu à l'Université Paris 8, Lucie Guimier a commencé une thèse de doctorat, au sein de cette même université, en 2011. Soutenue en novembre 2016, sa thèse, réalisé au sein l'Institut Français de Géopolitique, propose une approche géopolitique de la résistance aux vaccinations en France, à travers le cas de l'épidémie de rougeole survenue entre 2008 et 2011.
Depuis septembre 2018, elle est responsable scientifique chargée des questions de science et société au Haut Conseil des biotechnologies.

## Travaux et activités de recherche
Lucie Guimier intervient fréquemment dans les médias sur les sujets liés à la santé publique, et tout particulièrement dès lors que ces derniers concernent la controverse vaccinale,,,. Se basant notamment sur les principaux enseignements issus de ses travaux de recherche, elle souligne notamment les soubassements sociologiques, culturels, démographiques et géographiques de ces phénomènes sociaux.

### Vaccination et disparité géographique
En novembre 2017, alors que la ministre de la Santé d'alors venait d'étendre l'obligation vaccinale de trois à onze vaccins, elle revient pour la Société de Géographie sur les disparités géographiques de la couverture vaccinale en France. Elle souligne notamment que le quart Sud-Est du pays se caractérise par un taux de vaccination comparativement plus faible que celui observé dans les autres territoires français. Revenant sur ses travaux de recherche, basés sur une analyse comparative de deux départements l'Ardèche et l'Ain, le premier étant globalement sous-vacciné contrairement au second avec une couverture vaccinale forte, elle invite à penser le rapport à la vaccination à travers le prisme d'une analyse à plusieurs facteurs.

#### Déterminants historiques
Lucie Guimier souligne notamment la prégnance des facteurs historiques dans le conditionnement des approches relatives à la vaccination. Selon elle, l'une des clés d'explication de la bascule quant à la vaccination entre les deux départements étudiés serait, notamment, lié à deux appréhensions différentes de la figure de Louis-Napoléon Bonaparte. Si l'Ain fait partie des territoires les plus acquis à l'Empereur, l'Ardèche devient, à cette époque, un département singulièrement opposé au neveu de Napoléon Ier. En mettant l'accent sur le rôle déterminant du rapport à la politique, et notamment à l'autorité centrale, Lucie Guimier s'oppose ainsi à une thèse voulant que les réticences à l'égard de la vaccination seraient conditionnées par des motifs religieux. En lien avec cette question du poids du passé, Lucie Guimier souligne aussi que le rapport au pouvoir central et, plus généralement, aux différentes institutions étatiques, entretient un lien étroit avec la résistance à la vaccination.

#### Épidémie de Covid-19 et enjeu vaccinal
Dans une tribune publiée dans le quotidien Le Monde en novembre 2020, et dans le contexte de crise sanitaire liée à l'épidémie de coronavirus, elle pointe du doigt l'existence d'une disparité territoriale, entre le nord et le sud de la France, qui constituerait, selon elle, une grille d'analyse du phénomène d'opposition à la vaccination,. 
Outre cette dimension, dans le cadre d'une interview pour le quotidien Nice-Matin, elle souligne, se fondant notamment sur les travaux de la Fondation Jaurès, que les femmes et les jeunes sont davantage représentés parmi les anti-vaccins.

## Publications

### Ouvrages
- Lucie Guimier, Géopolitique de la santé. La santé publique à l’épreuve des idéologies, Paris, Éd. Le Cavalier bleu, coll. Géopolitique, 2022, 160 p.
- Lucie Guimier, « La résistance aux vaccinations : du défi de santé publique à un enjeu de société », dans Rapport d’activité 2016-2017 de la Mission interministérielle de vigilance et de lutte contre les dérives sectaires, mars 2018, pp. 115-138[1].
- Lucie Guimier, « Cas d’une approche parareligieuse à tendance anti-vaccinale : l’anthroposophie », dans V. Suissa, S. Guérin, P. Denormandie (dirs.), Médecines complémentaires et alternatives, pour ou contre ?, 2019, pp. 248-254[1].

### Articles scientifiques
- Lucie Guimier, « La rougeole, une maladie du passé toujours d’actualité », Bulletin de l’Association des Anciens élèves de l’Institut Pasteur (AAEIP), vol. 59, no 232,‎ 2017, p. 76-79[1].
- Lucie Guimier, « Le territoire pour appréhender la résistance sociale aux vaccinations », Aménagement et territoires : les cultures de résistance, vol. 3,‎ 2016, p. 35-52[1].
- Lucie Guimier, « L'épidémie de choléra en Haïti : lecture géopolitique d'un enjeu de santé publique », Hérodote, vol. 4, no 143,‎ 2011, p. 184-206 (lire en ligne)[1].

### Autres articles
- Lucie Guimier, « Port-au-Prince, après le séisme vient la tempête », Urbanités,‎ 2013[1].
- Lucie Guimier, « Pourquoi l’éradication de la poliomyélite se heurte-t-elle à des résistances sociales ? », Diploweb,‎ 2015[1].

## Prix et récompenses
- Lauréate du Prix de l’innovation doctorale de la Société de Géographie (2017)[1],[9]